# Ciocănești (okręg Suczawa)
Ciocănești – wieś w Rumunii, w okręgu Suczawa, w gminie Ciocănești. W 2011 roku liczyła 978 mieszkańców.